# Murray Leinster
Murray Leinster (16 de juny de 1896 - 8 de juny de 1975) era un pseudònim de William Fitzgerald Jenkins, un guardonat escriptor estatunidenc de ciència-ficció i història alternativa. Va escriure i publicar més de 1.500 relats curts i articles, 14 guions de pel·lícula, i centenars de guions radiofònics.

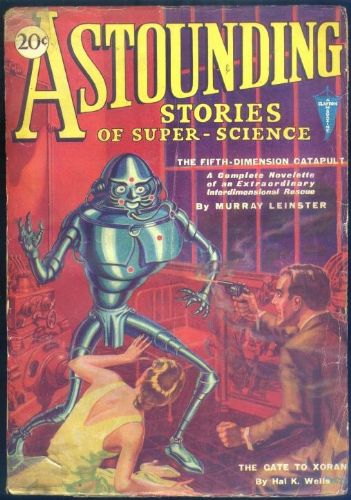
L'obra de Leinster "The Fifth-Dimensional Catapult" fou el relat de portada a lAstounding Stories de gener del 1931

## Carrera com a escriptor
Leinster va néixer a Norfolk, Virgínia, fill de George B. Jenkins i Mary L. Jenkins. El seu pare era comptable. Tot i que ambdós pares van néixer a Virgínia, la família residia a Manhattan el 1910, segons el cens federal de 1910.
Començà la seva carrera com a escriptor autònom abans de la Primera Guerra Mundial; li restaven dos mesos per fer els 20 anys quan el seu primer relat, "The Foreigner", va aparèixer el maig del 1916 a la revista The Smart Set, d'H. L. Mencken. En els tres anys següents, Leinster publicà deu relats més a la revista. Durant i després de la Primera Guerra Mundial, començà a aparèixer a revistes pulp com Argosy, Snappy Stories i Breezy Stories. Continuà publicant regularment a Argosy durant els anys 1950. Quan les revistes pulp es van dividir en diferents gèneres als anys 1920, Leinster s'hi adaptà, venent relats de la selva a Danger Trails, westerns a West i a Cowboy Stories, relats de detectius a Black Mask i a Mystery Stories, relats de terror a Weird Tales, i fins i tot relats romàntics a Love Story Magazine sota el pseudònim de Louisa Carter Lee.
El primer relat de ciència-ficció de Leinster, "The Runaway Skyscraper", va aparèixer el 22 de febrer del 1919 a Argosy, i fou reeditat el juny del 1926 a la primera revista de ciència-ficció d'Hugo Gernsback, Amazing Stories. Als anys 1930 va publicar diversos relats de ciència-ficció a Amazing i a Astounding Stories (la primera edició d'Astounding va incloure el seu relat "Tanks"). Seguí apareixent freqüentment a altres revistes pulp de gènere com Detective Fiction Weekly i Smashing Western, així com a Collier's Weekly i a Esquire.
S'atribueix a Leinster la invenció dels relats sobre universos paral·lels. Quatre anys abans de l'aparició de The Legion of Time, de Jack Williamson, Leinster publicà Sidewise in Time el juny del 1934 a Astounding. La visió de Leinster d'extraordinàries oscil·lacions en el temps tingué un impacte de llarga durada en altres autors, per exemple Isaac Asimov.
A la novel·la curta de Leinster First Contact, del 1945, hi apareix un dels primers (si no el primer) casos de traductor universal dins la ciència-ficció. L'any 2000, els hereus de Leinster van demandar Paramount Pictures per la pel·lícula Star Trek VIII: First Contact, reclamant que el títol violava la seva marca registrada. Tanmateix, el plet fou rebutjat.
Leinster fou un dels pocs escriptors de ciència-ficció dels anys 1930 que van sobreviure durant l'era d'alts estàndards d'escriptura de John W. Campbell, publicant més de tres dotzenes de relats a Astounding i a Analog mentre Campbell n'era l'editor. El darrer relat de Leinster a Analog va ser Quarantine World, a l'edició de novembre del 1966.
El relat curt de Murray Leinster A Logic Named Joe inclou una de les primeres descripcions d'un ordinador (anomenat "lògic") a la ficció. En aquest relat, Leinster es va avançar dècades a la seva pròpia època imaginant Internet. Imaginà "lògics" a cada llar, connectats a través d'un sistema distribuït de servidors (anomenats "tancs") per proporcionar comunicacions, diversió, accés a dades i comerç; un personatge diu que "els lògics són la civilització."
Durant la Segona Guerra Mundial, va servir a l'Oficina d'Informació de Guerra dels Estats Units. Després de la guerra, quan el seu nom i les revistes pulp havien aconseguit una acceptació més àmplia, utilitzà els pseudònims "William Fitzgerald", "Fitzgerald Jenkins" o "Will F. Jenkins" quan "Leinster" ja havia venut una obra a una publicació determinada.
Leinster continuà publicant durant els anys 1950 i 1960, apareixent a Galaxy Magazine i a The Magazine of Fantasy and Science Fiction, així com a The Saturday Evening Post. Va guanyar un Premi Hugo pel seu relat Exploration Team, del 1956.
La carrera de Leinster va incloure també ficció basada en diverses sèries televisives de ciència-ficció: una novel·la per episodis del 1960, Men into Space, derivà dels conceptes bàsics de la sèrie homònima, però Leinster tenia poc coneixement del contingut real de la sèrie, i cap dels episodis de llibre té relació amb els episodis filmats. A Men Into Space la van seguir, set anys més tard, dues novel·les originals basades en The Time Tunnel (1967); i tres basades en Land of the Giants (1968-69).

## Altres contribucions
Leinster era també inventor amb el seu nom real William F. Jenkins, i és conegut per la invenció del procés de projecció frontal utilitzat en efectes especials.

## Vida personal
Durant la Primera Guerra Mundial, Leinster va servir al Comitè d'Informació Pública i a l'Exèrcit dels Estats Units (1917–1918). El 1921 es va casar amb Mary Mandola, qui va néixer a Nova York i era de pares italians. Van tenir quatre filles.

## Honors i premis
- Premi Liberty (1937) per "A Very Nice Family", publicat abans el 2 de gener del 1937 a Liberty Magazine.
- Premi Hugo (1956) a la millor Novel·la Curta per "Exploration Team".
- Retro-Hugo (1996) a la millor Novel·la Curta per "First Contact".
- Convidat d'Honor at Discon I, el 21è Worldcon (1963).
- The Premi Sidewise d'Història Alternativa (establert el 1995) deu el seu nom al relat de Leinster "Sidewise in Time."
- A la pel·lícula italiana Starcrash, del 1979, la nau de la seqüència inicial rep el nom de Murray Leinster.
- A Virginia, el 27 de juny del 2009 va ser designat Dia de Will F. Jenkins en honor de la seva contribució en la ciència-ficció.

## Bibliografia

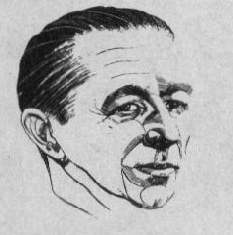
retrat de Leinster a Amazing Stories el 1953

### Novel·les

#### Extrem Orient
Sword of Kings, John Long, 1933.

#### Misteri
- Scalps, Brewer & Warren, 1930. (també titulada Wings of Chance)
- Murder Madness, Brewer & Warren, 1931; publicada abans com a sèrie a Astounding, maig - agost del 1930.
- Murder Will Out (com a Will F. Jenkins), John Hamilton, 1932.
- No Clues (com a Will F. Jenkins), Wright & Brown, 1935.
- Murder in the Family (com a Will F. Jenkins), John Hamilton, 1935; publicada abans a Complete Detective Novels, abril del 1934.
- The Man Who Feared (com a Will F. Jenkins), Gateway, 1942; publicat abans com a sèrie a Detective Fiction Weekly, 9-30 d'agost del 1930.

#### Romàntica
com a Louisa Carter Lee
- Her Desert Lover: A Love Story, Chelsea House 1925.
- Her Other Husband: A Love Story, Chelsea House 1929.
- Love and Better: A Love Story, Chelsea House 1931.

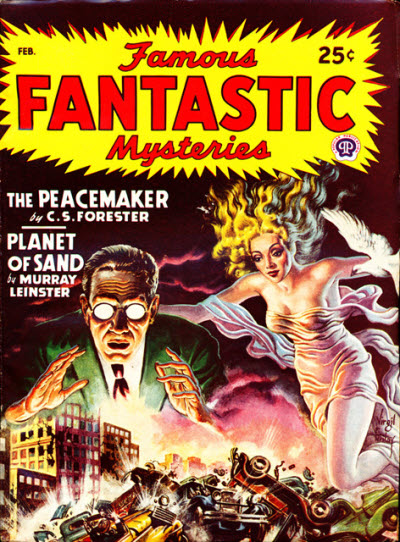
"Planet of Sand", de Leinster, fou portada a l'edició de febrer del 1948 de Famous Fantastic Mysteries

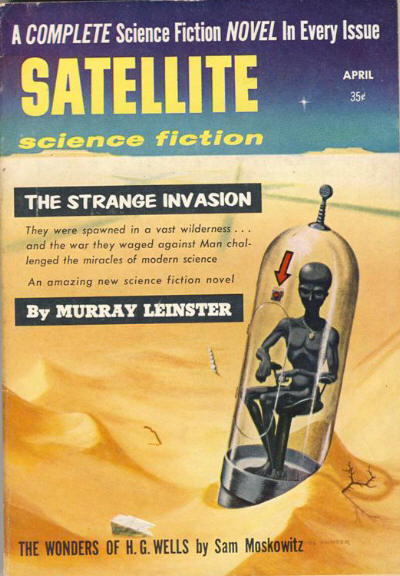
"The Strange Invasion", de Leinster, fou el relat de portada a l'edició d'abril del 1958 de Satellite Science Fiction. Va ser editat com a llibre aquell mateix any amb el títol War with the Gizmos.

#### Ciència-ficció
- The Murder of the U.S.A. (com a Will F. Jenkins), Crown, 1946.
- Fight for Life, Crestwood, 1949.
- Space Platform, Shasta Publishers, febrer del 1953.
- Space Tug, Shasta Publishers, 1953
- The Black Galaxy, Galaxy, 1954; publicada abans a Startling, març del 1949.
- Gateway to Elsewhere, Ace, 1954; publicada abans amb el títol "Journey to Barkut" a Startling, gener del 1952.
- The Brain-Stealers, Ace, 1954; publicada abans amb el títol "The Man in the Iron Cap" a Startling, novembre del 1947.
- Operation: Outer Space, Fantasy Press, 1954.
- The Forgotten Planet, Ace, 1954.
- The Other Side of Here, Ace, 1955; publicada abans com a sèrie a The Incredible Invasion a Astounding, agost - desembre del 1936.
- City on the Moon, Avalon, 1957.
- War with the Gizmos, Fawcett, 1958.
- Four from Planet 5, Fawcett, 1959; publicada abans amb el títol "Long Ago, Far Away" a Amazing, setembre del 1959.
- The Monster from Earth's End, Fawcett, gener del 1959.
- The Mutant Weapon, Ace, 1959; publicada abans amb el títol "Med Service" a Astounding, agost del 1957.
- The Pirates of Zan, Ace, 1959; publicada abans com a sèrie amb el títol The Pirates of Ersatz a Astounding, febrer - abril del 1959.
- Men Into Space, Berkley, 1960; novel·la per episodis basada en la sèrie de televisió
- The Wailing Asteroid, Avon, desembre del 1960.

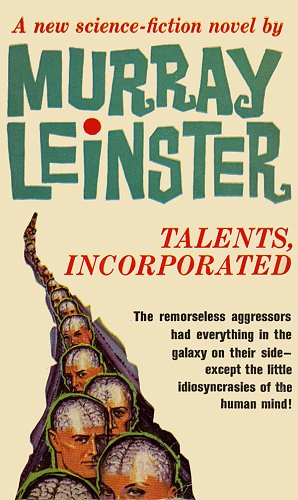
Coberta de Talents Incorporated

- Creatures of the Abyss, Berkley, 1961 (també titulada The Listeners).
- This World is Taboo, Ace, 1961; publicada abans amb el títol "Pariah Planet" a Amazing, juliol del 1961.
- Operation Terror, Berkley, 1962.
- Talents Incorporated, Avon, 1962.
- The Other Side of Nowhere, Berkley, maig del 1964; publicada abans com a sèrie amb el títol Spaceman a Analog, març - abril del 1964.
- Time Tunnel, Pyramid, juliol del 1964.[cal citació]
- The Duplicators, Ace, 1964; publicada abans amb el títol "Lord of the Uffts" a Worlds of Tomorrow, febrer del 1964.
- The Greks Bring Gifts, Macfadden, 1964.
- Invaders of Space, Berkley, desembre del 1964.
- Tunnel Through Time, Westminster Press, 1966.[cal citació]
- Space Captain, Ace, 1966; publicada abans com a sèrie amb el títol Killer Ship a Amazing, octubre - desembre.
- Checkpoint Lambda, Berkley, 1966; publicada abans com a sèrie amb el títol Stopover in Space a Amazing, juny - agost del 1966.
- Miners in the Sky, Avon, abril del 1967.
- Space Gypsies, Avon, juny del 1967.
- The Time Tunnel, Pyramid, gener del 1967; novel·la promocional basada en la sèrie de televisió The Time Tunnel, de 1966-1967, reinventant l'argument original.[cal citació]
- The Time Tunnel: Timeslip!, Pyramid, juliol del 1967; novel·la basada en la sèrie de televisió.
- Land of the Giants, Pyramid, setembre del 1968; novel·la basada en la sèrie de televisió, reinventant l'argument original.
- Land of the Giants 2: The Hot Spot, Pyramid, abril del 1969; novel·la basada en la sèrie de televisió.
- Land of the Giants 3: Unknown Danger, Pyramid, setembre del 1969; novel·la basada en la sèrie de televisió.
- Politics, a Amazing Stories, No. 6, juny del 1932

#### Western
- The Gamblin' Kid (com a Will F. Jenkins), A.L. Burt, 1933; publicada abans a Western Action Novels, març del 1937.
- Mexican Trail (com a Will F. Jenkins), A.L. Burt, 1933.
- Outlaw Sheriff (com a Will F. Jenkins), King, 1934.
- Fighting Horse Valley (com a Will F. Jenkins), King, 1934.
- Kid Deputy (com a Will F. Jenkins), Alfred H. King, 1935; publicada abans com a sèrie a Triple-X Western, febrer - abril del 1928.
- Black Sheep (com a Will F. Jenkins), Julian Messer, 1936.
- Guns for Achin (com a Will F. Jenkins), Wright & Brown, 1936; publicada abans a Smashing Novels, novembre del 1936.
- Wanted Dead or Alive!, Quarter Books, 1949; publicada abans com a sèrie a Triple-X Magazine, febrer - maig del 1929.
- Outlaw Guns, Star Books, 1950.
- Son of the Flying 'Y' (com a Will F. Jenkins), Fawcett, 1951.
- Cattle Rustlers (com a Will F. Jenkins), Ward Lock, 1952.
- Dallas (com a Will F. Jenkins), Fawcett, 1950. Novel·lització del guió de John Twist.

### Reculls de relats
- The Last Space Ship, Fell, 1949.

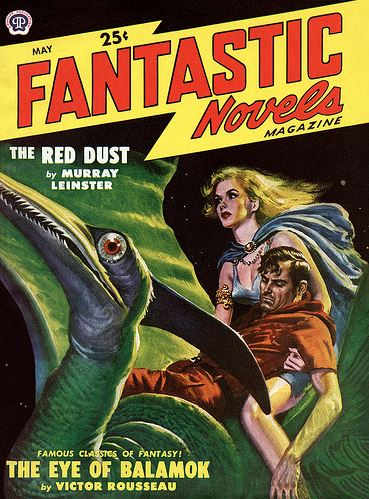
Reedició de "The Red Dust", maig del 1949

  - "The Boomerang Circuit", Thrilling Wonder, juny del 1947
  - "The Disciplinary Circuit", Thrilling Wonder, hivern del 1946
  - "The Manless Worlds", Thrilling Wonder, febrer del 1947
- Sidewise in Time, Shasta Publishers, 1950.
  - "Sidewise in Time", Astounding, juny del 1934
  - "Proxima Centauri", Astounding, març del 1935
  - "A Logic Named Joe" (com a Will F. Jenkins), Astounding, març del 1946
  - "De Profundis", Thrilling Wonder, hivern del 1945
  - "The Fourth-Dimensional Demonstrator", Astounding, desembre del 1935
  - "The Power", Astounding, setembre del 1945
- The Forgotten Planet, Gnome Press, 1954.
  - "The Mad Planet", Argosy, 12 de juny del 1920
  - "The Red Dust", Argosy All-Story Weekly, 2 d'abril del 1921
  - "Nightmare Planet", Science Fiction Plus, 12 de juny del 1952
- Colonial Survey, Gnome Press, 1957 (també titulat The Planet Explorer).
  - "Solar Constant", Astounding, juliol del 1956 amb el títol "Critical Difference"
  - "Sand Doom", Astounding, desembre del 1955
  - "Combat Team", Astounding, març del 1956 amb el títol "Exploration Team"
  - "The Swamp Was Upside Down", Astounding, setembre del 1956
- Out of This World, Avalon, 1958.
  - "The Deadly Dust" (com a William Fitzgerald), Thrilling Wonder, agost del 1947
  - "The Gregory Circle" (com a William Fitzgerald), Thrilling Wonder, abril del 1947
  - "The Nameless Something" (com a William Fitzgerald), Thrilling Wonder, juny del 1947
- Monsters and Such, Avon, 1959.
  - "The Castaway", Argosy, setembre del 1946
  - "De Profundis", Thrilling Wonder, hivern del 1945
  - "If You Was a Moklin", Galaxy, setembre del 1951
  - "The Lonely Planet", Thrilling Wonder, desembre del 1949
  - "Nobody Saw the Ship", Future, maig - juny del 1950
  - "Proxima Centauri", Astounding, març del 1935
  - "The Trans-Human", Science Fiction Plus, desembre del 1953
- Twists in Time, Avon, 1960.
  - "Rogue Star", primera edició
  - "Dear Charles", Fantastic, maig del 1953
  - "Dead City", Thrilling Wonder, estiu del 1946 amb el títol "Malignant Marauder"
  - "Sam, This Is You", Galaxy, maig del 1955
  - "The Other Now", Galaxy, març del 1951
  - "The Fourth-Dimensional Demonstrator", Astounding, desembre del 1935
  - "The End", Thrilling Wonder, desembre del 1946
- The Aliens, Berkley, març del 1960.
  - "The Aliens", Astounding, agost del 1959
  - "Fugitive From Space", Amazing, maig del 1954
  - "Anthopological Note", Fantasy and Science Fiction, abril del 1957
  - "The Skit-Tree Planet", Thrilling Wonder, abril del 1947 amb el títol "Skit-Tree Planet"
  - "Thing from the Sky", primera edició
- Doctor to the Stars, Pyramid, març del 1964.
  - "The Grandfathers' War", Astounding, octubre del 1957
  - "Med Ship Man", Galaxy, octubre del 1963
  - "Tallien Three", Analog, agost del 1963 amb el títol "The Hate Disease"
- S.O.S. from Three Worlds, Ace, 1966.
  - "Plague on Kryder II", Analog, desembre del 1964
  - "Ribbon in the Sky", Astounding, juny del 1957
  - "Quarantine World", Analog, novembre del 1966
- Get Off My World!, Belmont, abril del 1966.
  - "Second Landing", Thrilling Wonder, hivern del 1954
  - "White Spot", Startling, estiu del 1955
  - "Planet of Sand", Famous Fantastic Mysteries, febrer del 1948
- The Best of Murray Leinster, editat per Brian Davis, Corgi, 1976.
  - "Time to Die", Astounding, gener del 1947
  - "The Ethical Equations", Astounding, juny del 1945
  - "Symbiosis", Collier's,14 de juny del 1947
  - "Interference", Astounding, octubre del 1945
  - "De Profundis", Thrilling Wonder, hivern del 1945
  - "Pipeline to Pluto", Astounding, agost del 1945
  - "Sam, This Is You", Galaxy, maig del 1955
  - "The Devil of East Lupton", Thrilling Wonder, agost del 1948 amb el títol "The Devil of East Lupton, Vermont"
  - "Scrimshaw", Astounding, setembre del 1955
  - "If You Was a Moklin", Galaxy, setembre del 1951
- The Best of Murray Leinster, editat per John J. Pierce, Del Rey, abril del 1978.
  - "Sidewise in Time", Astounding, juny del 1934
  - "Proxima Centauri", Astounding, març del 1935
  - "The Fourth-Dimensional Demonstrator", Astounding, desembre del 1935
  - "First Contact", Astounding, maig del 1945
  - "The Ethical Equations", Astounding, juny del 1945
  - "Pipeline to Pluto", Astounding, agost del 1945
  - "The Power", Astounding, setembre del 1945
  - "A Logic Named Joe" (com a Will F. Jenkins), Astounding, març del 1946
  - "Symbiosis", Collier's, 14 de juny del 1947
  - "The Strange Case of John Kingman", Astounding, maig del 1948
  - "The Lonely Planet", Thrilling Wonder, desembre del 1949
  - "Keyhole", Thrilling Wonder, desembre del 1951
  - "Critical Difference", Astounding, juliol del 1956 (també titulat "Solar Constant")
- The Med Series, Ace, maig del 1983.
  - "The Mutant Weapon", Astounding, agost del 1957 amb el títol "Med Service"
  - "Plague on Kryder II", Analog, desembre del 1964
  - "Ribbon in the Sky", Astounding, juny del 1957
  - "Quarantine World", Analog, novembre del 1966
  - "This World is Taboo", Amazing, juliol del 1961 amb el títol "Pariah Planet"
- First Contacts: The Essential Murray Leinster, editat per Joe Rico, NESFA, 1998.
  - "A Logic Named Joe" (com a Will F. Jenkins), Astounding, març del 1946
  - "If You Was a Moklin", Galaxy, setembre del 1951
  - "The Ethical Equations", Astounding, juny del 1945
  - "Keyhole", Thrilling Wonder, desembre del 1951
  - "Doomsday Deferred", The Saturday Evening Post, 24 de setembre del 1949
  - "First Contact", Astounding, maig del 1945
  - "Nobody Saw the Ship", Future, maig - juny del 1950
  - "Pipeline to Pluto", Astounding, agost del 1945
  - "The Lonely Planet", Thrilling Wonder, desembre del 1949
  - "De Profundis", Thrilling Wonder, hivern del 1945
  - "The Power", Astounding, setembre del 1945
  - "The Castaway", Argosy, setembre del 1946
  - "The Strange Case of John Kingman", Astounding, maig del 1948
  - "Proxima Centauri", Astounding, març del 1935
  - "The Fourth-Dimensional Demonstrator", Astounding, desembre del 1935
  - "Sam, This Is You", Galaxy, maig del 1955
  - "Sidewise in Time", Astounding, juny del 1934
  - "Scrimshaw", Astounding, setembre del 1955
  - "Symbiosis", Collier's, 14 de juny del 1947
  - "Cure for Ylith", Startling Stories, novembre del 1949
  - "Plague on Kryder II", Analog, desembre del 1964
  - "Exploration Team", Astounding, març del 1956 (també titulat "Combat Team")
  - "The Great Catastrophe", primera edició
  - "To All Fat Policemen", primera edició
- Med Ship, editat per Eric Flint and Guy Gordon, Baen, juny del 2002.
  - "Med Ship Man", Galaxy, octubre del 1963
  - "Plague on Kryder II", Analog, desembre del 1964
  - "The Mutant Weapon", Astounding, agost del 1957 amb el títol "Med Service"
  - "Ribbon in the Sky", Astounding, juny del 1957
  - "Tallien Three", Analog, agost del 1963 amb el títol "The Hate Disease"
  - "Quarantine World", Analog, novembre del 1966
  - "The Grandfathers' War", Astounding, octubre del 1957
  - "Pariah Planet", Amazing, juliol del 1961 (també titulat This World is Taboo)
- Planets of Adventure, editat per Eric Flint i Guy Gordon, Baen, octubre del 2003.
  - The Forgotten Planet
    - "The Mad Planet", Argosy, 12 de juny del 1920
    - "The Red Dust", Argosy, 2 d'abril del 1921
    - "Nightmare Planet", Argosy, 12 de juny del 1952

  - The Planet Explorer (també titulat Colonial Survey)
    - "Solar Constant", Astounding, juliol del 1956 amb el títol "Critical Difference"
    - "Sand Doom", Astounding, desembre del 1955
    - "Combat Team", Astounding, març del 1956 amb el títol "Exploration Team"
    - "The Swamp Was Upside Down", Astounding, setembre del 1956

  - "Anthopological Note", Fantasy and Science Fiction, abril del 1957
  - "Scrimshaw", Astounding, setembre del 1955
  - "Assignment on Pasik", Thrilling Wonder, febrer del 1949
  - "Regulations", Thrilling Wonder, agost del 1948
  - "The Skit-Tree Planet", Thrilling Wonder, abril del 1947 amb el títol "Skit-Tree Planet"
- A Logic Named Joe, editat per Eric Flint i Guy Gordon, Baen, juny del 2005.
  - "A Logic Named Joe" (com a Will F. Jenkins), Astounding, març del 1946
  - "Dear Charles", Fantastic, maig del 1953
  - Gateway to Elsewhere, Ace, 1954; publicat abans amb el títol "Journey to Barkut" a Startling, gener del 1952.
  - The Duplicators, Ace, 1964; publicat abans amb el títol "Lord of the Uffts" a Worlds of Tomorrow, febrer del 1964.
  - "The Fourth-Dimensional Demonstrator", Astounding, desembre del 1935
  - The Pirates of Zan, Ace, 1959; publicat abans com a sèrie a The Pirates of Ersatz a Astounding, febrer - abril del 1959.
- The Runaway Skyscraper and Other Tales from the Pulps, Wildside Press, agost del 2007.
  - "The Runaway Skyscraper", Argosy, 22 de febrer del 1919
  - "The Gallery Gods", Argosy, 21 d'agost del 1920
  - "The Street of Magnificent Dreams", Argosy, 5 d'agost del 1922
  - "Nerve", Argosy, 4 de juny del 1921
  - "Stories of the Hungry Country: The Case of the Dona Clotilde"
  - "Morale", Astounding, desembre del 1931
  - "Grooves", Argosy, 12 d'octubre del 1918
  - "Footprints in the Snow", All Story Weekly, 7 de juny del 1919